# Tiki

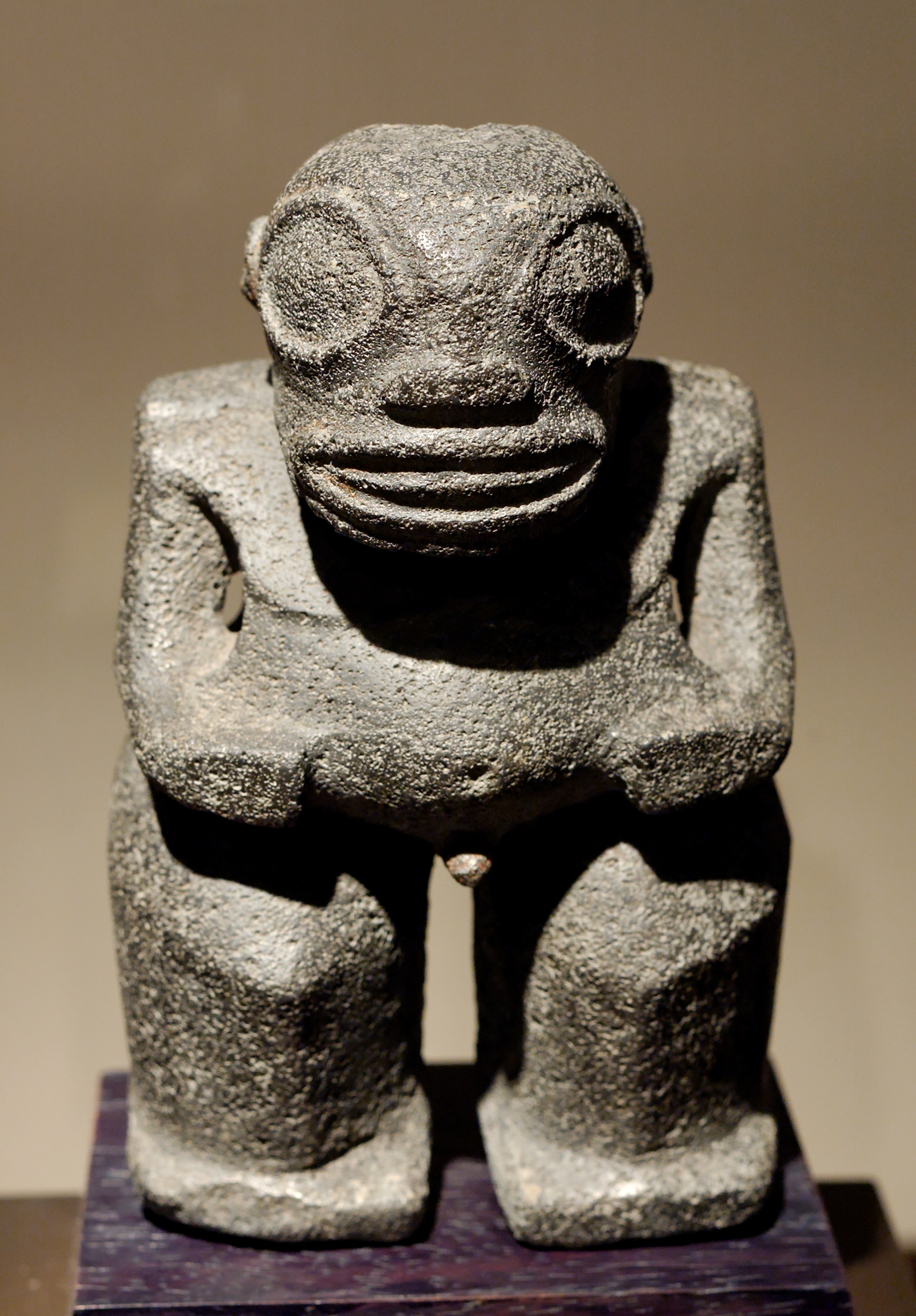
Tiki z Markizów, początek XIX w., Luwr

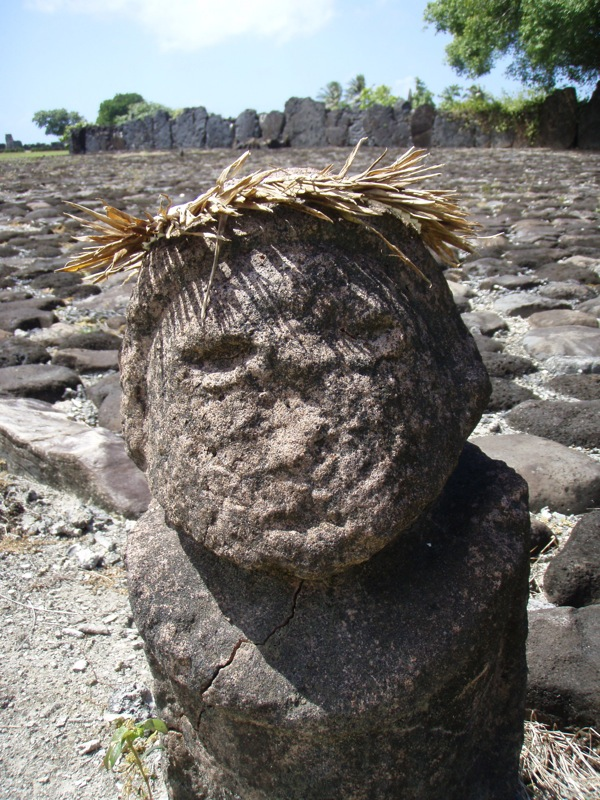
Tiki przy marae w Taputapuātea

Tiki (w języku tahitańskim tiʻi, w języku hawajskim kiʻi) – w kulturach Polinezji rzeźbione posągi kamienne lub drewniane, przedstawiające mitycznego Pierwszego Człowieka. Wiążą się z przedchrześcijańskim kultem przodków. Umieszczane są często przy wejściu do marae.